# Giovanni Battista Ceirano
Giovanni Battista Ceirano (Cuneo, 1º ottobre 1860 – Torino, 24 settembre 1912) è stato un imprenditore italiano, pioniere dell'automobile.
Figlio di un orologiaio cuneese, Giovanni Battista Ceirano è il primogenito di quattro fratelli che, a buon titolo, possono essere considerati i più importanti e prolifici pionieri dell'industria automobilistica italiana. In particolare, Giovanni Battista Ceirano è il primo che, divorato dal "sacro fuoco della meccanica", a vent'anni parte per Torino con l'intento di allargare i propri orizzonti tecnici.

## Biografia
Dopo otto anni di "praticantato", nel 1888 riesce ad avere in affitto un ripostiglio nel centrale corso Vittorio Emanuele dove, con i fratelli Giovanni, Matteo ed Ernesto, inizia a vendere e riparare velocipedi della britannica Rudge-Whitworth e delle tedesche Victoria-Werke e Seidel & Naumann, per poi costruirle in proprio, dal 1894, con l'esterofilo marchio "Welleyes". Pare che tale denominazione sia stata suggerita dal padrone di casa Giuseppe Lancia, navigato commerciante di alimentari ed esperto ante litteram di "strategie marketing". Il livello dell'industria meccanica italiana dell'epoca era infatti molto inferiore a quello delle corrispondenti industrie francese, tedesca e inglese ed un marchio dall'assonanza straniera aiutava la vendita del prodotto. Ad ogni buon conto, per merito del nome, della qualità o di entrambi, le biciclette "Welleyes" ebbero un buon successo ed arrivarono addirittura alla celebrità delle cronache sportive dopo aver partecipato alla "Torino-Asti-Torino" con un "Welleyes bicicletto a motore".
In quegli anni deposita anche un brevetto per una ruota automobilistica di veloce smontaggio, denominata "Rapid". Ceirano, infatti, già pensava al salto di qualità: costruire un'automobile. Un'impresa quasi "spaziale" per quegli anni, nei quali le "carrozze senza cavalli" erano l'elitario argomento d'una ristretta cerchia di benestanti, influenzati dalle mode francesi e, come lui, frequentatori del caffè di madame Burello. È tra questi snob che Ceirano trova i soci (e i finanziamenti) per la sua avventura. Sul finire del 1898 viene fondata la "Società Accomandita G.Ceirano & C.", più conosciuta come "Accomandita Ceirano", che si propone di costruire automobili.
Massone, il 3 maggio 1892 fu affiliato con il grado di Maestro nella Loggia Giordano Bruno di Torino.
Tra le maestranze occorre registrare la presenza del figlio di Giuseppe Lancia (1822-1919, morto molto anziano di "spagnola") Vincenzo, personaggio che lascerà  un'impronta nel mondo dell'auto divenendo il fondatore della "Lancia" e di Felice Nazzaro, socio. In verità, l'Accomandita Ceirano costruirà una sola automobile, una vettura dotata di un piccolo motore bicilindrico (663 cc) e cambio a due velocità, progettata dall'ing. Aristide Faccioli. La vetturetta viene anch'essa battezzata con il marchio "Welleyes" e presentata al pubblico nella metà del 1899.
L'insperato gradimento fa intravedere la possibilità di iniziare una produzione in piccola serie, peraltro impossibile da realizzare negli angusti spazi della "Accomandita Ceirano & C.". Per questo motivo alcuni soci di Ceirano prendono contatto con esponenti dell'aristocrazia e della finanza torinese al fine di costituire una società che possa impiantare una vera fabbrica.

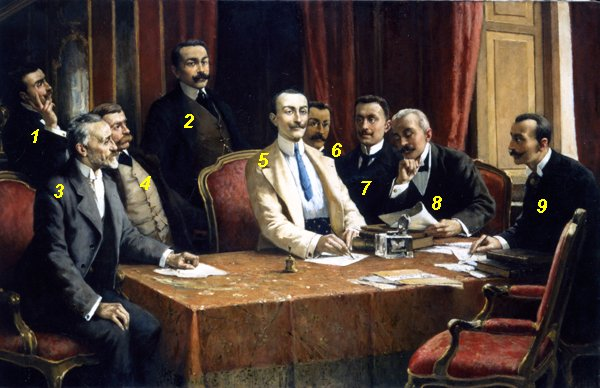
Riunione in palazzo Bricherasio a Torino dell'11 luglio 1899, nella quale fu sottoscritto l'atto di nascita della FIAT. Sono raffigurati nel dipinto, secondo la numerazione:
1. Luigi Damevino
2. Cesare Goria Gatti
3. Roberto Biscaretti di Ruffia
4. Carlo Racca
5. Emanuele Cacherano di Bricherasio
6. Michele Ceriana Mayneri
7. Giovanni Agnelli
8. Lodovico Scarfiotti
9. Alfonso Ferrero di Ventimiglia

L'accordo preliminare venne assunto il 1º luglio presso l'abitazione di uno dei soci di Ceirano (palazzo Bricherasio) e reso operante con atto del notaio della real casa, Ernesto Torretta, siglato dal gruppo di aristocratici nella sede del "Banco di Sconto e Sete" : è l'11 luglio 1899 e nasce ufficialmente la Fabbrica Italiana Automobili Torino - FIAT, con capitale di 800.000 lire in 4.000 azioni (circa 10 milioni di euro attuali), versato da una trentina di sodali dell'alta società torinese che affidano la guida al Ludovico Scarfiotti.
A questa nuova impresa, singolarmente, non partecipa colui che l'aveva concepita. Non sappiamo se l'esclusione fosse dovuta ad una mancanza di capitale o ad una carenza nobiliare di Ceirano. Fatto sta che la FIAT acquisisce la "Accomandita Ceirano" completa di brevetti, progettisti e maestranze. Giovanni Battista Ceirano verrà liquidato con 20.000 lire e l'incarico di agente generale per le vendite in Italia.

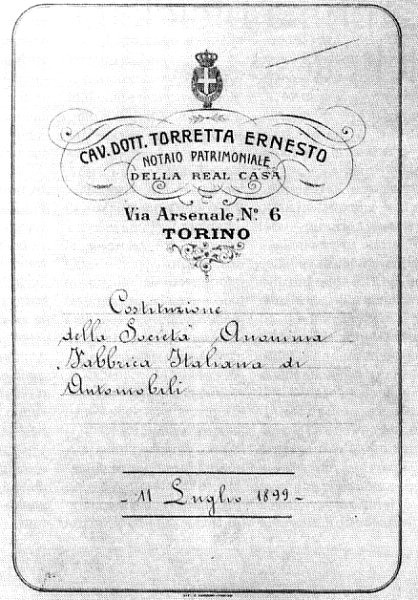
Un documento storico: copertina dell'atto notarile costituente la futura "Fabbrica Italiana Automobili Torino", datato 11 luglio 1899

Fare il rappresentante non era certamente l'aspirazione di Ceirano che, lasciato l'incarico dopo un solo anno, nel 1901 fonda con i fratelli Giovanni, Matteo ed Ernesto la "Fratelli Ceirano". L'azienda operò un paio d'anni, dopodiché le strade dei litigiosi e vulcanici fratelli Ceirano iniziano a dividersi.
Nel 1903 Matteo fonda la Matteo, Ceirano e C.i, mentre Giovanni Battista e Giovanni fondano la G.G. Ceirano. Quest'ultima dura un solo anno, poi i due fratelli si separano.
Nel 1904; Giovanni fonda la Ceirano Giovanni Junior e C.i e Giovanni Battista la (Società Torinese Automobili Rapid). È l'ultima creazione di Giovanni Battista Ceirano che, ammalatosi gravemente, nel 1905 si ritira a vita privata nel mite clima di Bordighera.
Muore a Torino, poco prima di compiere i 52 anni, lasciando la moglie Ida Trompey e le due figlie Giovanna e Teresa.